# 橋本重郎

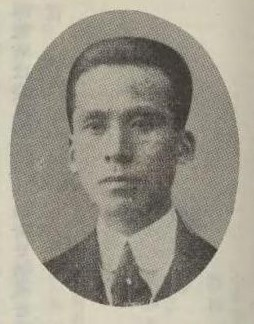
橋本重郎

橋本 重郎（はしもと じゅうろう、1894年 - 1988年）は日本の農学者。世界で初めてひよこの雄雌の鑑別法を発見した。農学博士。

## 来歴
1894年、宮城県で誕生。1921年（大正10年）東京帝国大学農学部農学科を卒業。農商務省畜産試験場勤務、イギリス留学、宮崎高等農林学校教授を経て、1942年（昭和17年）5月、九州帝国大学農学部教授に就任。

## 年譜
- 1925年 - 初生雛雌雄鑑別法発表。
- 1927年 - 『畜産教科書 汎論 ～ 各論』、『改訂畜産教科書』を増井清と共に出版[1]。
- 1933年 - 『三訂畜産教科書 汎論』、を増井清と共に出版[1]。
- 1971年 - 『聖書に見る動物の世界』出版[1]。

## 初生雛雌雄鑑別法
1924年に仲間と共にニワトリのヒナの雌雄鑑別法を発表した。初生雛雌雄鑑別法とは、生まれたばかりのひよこの肛門の内側にある突起があるものが雄、無いものが雌と見分ける方法。当時は雄雌を見分けるのが非常に困難で、世界中が模索していた。その時発表したこの論文は世界に革命をもたらした。

## 著書
- 『畜産教科書 汎論 ～ 各論』（冨山房出版、1927年） - 増井清との共著[1]
- 『改訂畜産教科書』（冨山房出版、1927年） - 増井清との共著[1]
- 『三訂畜産教科書 汎論』（冨山房出版、1933年） - 増井清との共著[1]
- 『聖書に見る動物の世界』（同志社大学住谷篠部奨学金出版会、1971年）[1]
- 『エディンバラ日記:斎藤秀雄と共に』（柴田頼子出版、2004年）[1]

## 論文
- 増井清, 橋本重郎, 大野勇「雄雄鷄ニ於ケル(退化)交尾器官並ニ初生雛ノ雌雄ノ鑑別ニ就テ」『日本畜産学会報』第1巻、日本畜産学会、1924年9月10日、153-163頁、doi:10.2508/chikusan.1.153。
- 増井清, 橋本重郎, 大野勇「雄鷄に於ける退化交尾器官並に初生雛の雌雄の鑑別に就て」『中央獸醫會雑誌』第38巻第4号、日本獣医学会、1925年、277-287頁、doi:10.1292/jvms1888.38.4_277、ISSN 1883-9096。
- 増井清, 橋本重郎, 大野勇「鷄ニ於ケル生殖生理ノ研究:第二 睾丸ノ内分泌組織ニ就テ」『日本畜産学会報』第2巻、日本畜産学会、1926年、38-52頁、doi:10.2508/chikusan.2.38、ISSN 1346-907X。
- 橋本重郎「鶩鶏及家鳩ノ交尾器官並ニ雌雄鑑別ニ就テ(邦文)」東京帝国大学 農学博士, 報告番号不明、1931年、NAID 500000493240。
- 橋本重郎, 松浦平一「ホロホロ鳥(Numida meleagris L.)の交尾器に就て」『日本畜産学会報』第7巻、日本畜産学会、1934年、209-213頁、doi:10.2508/chikusan.7.209、ISSN 1346-907X。

## 親族
- 橋本静（妻、齋藤秀三郎三女）[4]
- 齋藤秀三郎（英語学者、『齋藤英和辞典』著者 - 義父[5]
- 齋藤秀雄（チェロ奏者、指揮者） -義兄 [5]
- 平野みどり（看護師） - 義妹[5]